# Mulliner Park Ward
Mulliner Park Ward foi uma empresa de customização de automóveis com sede em Londres. Era especializada em modelos da Rolls-Royce e cessou suas operações em 1991.